# Szűcs Árpád (festő)
Szűcs Árpád (Ipolypásztó, 1933. március 26. – Szeged, 2011. november 1.) magyar festőművész, restaurátor, rajztanár.

## Életútja
Elemi iskolai tanulmányait Ipolypásztón és Kissárón, középiskoláit Hódmezővásárhelyen és Pápán végezte. A Szegedi Tanárképző Főiskolán szerzett biológia és rajz szakos tanári diplomát, a képzőművészeti tanszéken Vinkler László volt a mestere. Sztálinvárosban(ma Duanújváros) dolgozott, mint műszaki rajzoló 1951-53 között, 1954-től Szegeden tanított rajzot, 1975-től a Móra Ferenc Múzeumban restaurátorként, majd főrestaurátorként, osztályvezetőként működött, innen vonult nyugalomba 1993-ban.

## Pályafutása
Konstruktivista, majd konstruktivista-pointillista stílusban alkotott.
Tagja volt a szegedi Spirál csoportnak. Kiállításukat 1971-ben, az utolsó pillanatban tiltották be.
1971-ben – újságíró és festőművész barátaikkal – megalapították az Eltérítők Asztali Társaságát.
A Feszty körkép helyreállítási munkálatainak szakmai felügyeletét – megyei főrestaurátorként – ő látta el.
A művészházaspár emlékét tábla őrzi Szegeden, a Sóhordó utca 10. számú ház falán.
sírhely: Tolna-Mözs,Református temető
szülők: Szűcs Árpád református lelkész, Varga Irén
testvérek: Szűcs Zoltán református püspök, Tihanyiné Szűcs Márta, Dr. Szűcs Attila pszichiáter
feleségek: Ligárt Hedvig (1952-56.) Sz.Kováts Margit (1956-1997.)
gyermekei: Szűcs Lilla Csilla, Szűcs Édua

## Kiállításai

### Egyéni kiállítások
- 1965. Szeged, Móra Ferenc Múzeum kupolacsarnoka
- 1970. Szeged, Művészklub
- 1972. Szeged, Horváth Mihály utcai Képtár
- 1973, Szeged, Hámán Kató kollégium
- 1973. Szentes, Koszta József Múzeum
- 1973. Csongrád, Tari László Múzeum
- 1984. Nyíregyháza, Jósa András Múzeum
- 1984. Szeged, Móra Ferenc Múzeum kupolacsarnoka
- 1985. Jászberény, Jász Múzeum
- 1987. Szeged, Művészklub
- 1987. Sárvár, Nádasdy-vár
- 1988. Szeged, Bartók Béla Művelődési Központ
- 1996. Szeged, Horváth Mihály utcai Képtár
- 1997. Budapest, Tér Galéria
- 1999. Szeged, Kortárs Galéria
- 1999. Hódmezővásárhely, Cseresnyés Kollégium
- 2000. Szeged, Bálint Sándor Művelődési Ház
- 2000. Gyula, Erkel Ferenc Múzeum
- 2000. Szekszárd, MC Galéria
- 2001. Szeged, Somogyi Könyvtár Odesszai Fiókkönyvtára
- 2001. Kassa, Kelet-szlovákiai Múzeum
- 2001. Pápa, Somogyi Galéria
- 2001. Nyíregyháza, Jósa András Múzeum
- 2001. Kisvárda, Rétközi Múzeum
- 2002. Szeged, Bartók Béla Művelődési Központ
- 2002. Csongrád, Aranysziget Otthon
- 2002. Hódmezővásárhely, Galéria Kétezer
- 2003. Szeged, Vár
- 2004. Fiume, Filodrammatica
- 2004. Hódmezővásárhely, Anno Vendéglő
- 2005. Szeged, Alsóvárosi Kultúrház
- 2005. Mórahalom, Aranyszöm
- 2005. Szegvár, Kastély
- 2006. Szeged, Kézműves Pince
- 2006. Szeged, Somogyi Könyvtár
- 2006. Tiszadob, Andrássy-kastély
- 2007. Budapest, Bálint Zsidó Közösségi Ház
- 2007. Ipolyság, Honti Múzeum – Simonyi Galéria
- 2007. Kiskunhalas, Közösségek Háza
- 2007. Szeged, Alsóvárosi Művelődési Ház
- 2008. Szeged, Bálint Sándor Művelődési Ház
- 2008. Szeged, Móricz Zsigmond Művelődési Ház
- 2008. Visegrád, Mátyás Király Művelődési Ház
- 2008. Zsombó, József Attila Művelődési Ház
- 2009. Szeged, Somogyi Könyvtár
- 2009. Szolnok, Hozam Klub Galéria

### Családi csoportos kiállítások Magyarországon
- 1987. Sárvár, Nádasdy-vár
- 1989. Hódmezővásárhely, Petőfi Sándor Művelődési Központ
- 1996. Szeged, Horváth Mihály utcai Képtár
- 1997. Szolnok, Damjanich János Múzeum
- 2003. Mindszent, Tisza Művelődési Ház
- 2010. Szegvár, Művelődési Ház
- 2010. Szentes, Tokácsy Galéria

### Családi csoportos kiállítások külföldön:
- 2001. Léva, Nécsey József Galéria
- 2001. Ipolyság, Honti Múzeum – Simonyi Galéria
- 2001. Kassa,
- 2004. Rijeka,
- 2004. Lovran, Laurus Galéria
- 2004. Pula, Népszínház
- 2006. Léva, Nécsey Galéria
- 2007. Ipolyság, Honti Múzeum – Simonyi Galéria
- 2007. Ómoravica (Vajdaság)Faluház

### Emlékkiállítások
- 2012. Budapest, Újpest Gyermek Galéria
- 2013. Szeged, EDF Galéria
- 2014. Szentes, Református templom
- 2018. Szentes, Tokácsli Galéria
- 2024. Szegvár, Művelődési Ház

### Közgyűjteményekben lévő alkotásai
Szeged, Móra Ferenc Múzeum:
Hajnal
Kőoroszlán
Lindosz
Sugárzás
Szélmalmok
Gyula, Erkel Ferenc Múzeum:
Lépcsők

### Közintézményekben lévő alkotások
Szeged, Ítélőtábla:
Spirálok
Tornyok
Vár
Városháza
Víztorony
Szeged, Polgármesteri Hivatal:
Tisztás
Múzeum
Ívek
Csónak
Dömötörtorony
Csongrád Vármegyei Önkormányzat:
Aranylépcső
Hídfő
Szeged, Szakszervezetek Háza:
Tiszapart
Pápa, Református Egyházközség:
Szélmalom
Budapest, Bálint Zsidó Közösségi Ház:
Sziklapárkány
Délmagyarország szerkesztősége:
Tiszaparti építkezés
Csongrád Megyei Hírlap szerkesztősége:
Fal

## Kutatási területe
Körkép-festészet és a Feszty-körkép története, ezekben a témakörökben cikkeket, köteteket publikált.

## Festői munkássága
1965 óta volt kiállító művész, első kiállítását a Móra Ferenc Múzeumban rendezték. Munkásságára egykori mestertanára mellett második felesége, Kováts Margit festőművész is több, mint negyven évig nagy hatást gyakorolt. Egyéni stílusát a fényélmények megfogalmazása jellemezte.